# واکنش آخماتوویچ
واکنش آخماتوویچ (انگلیسی: Achmatowicz reaction) که با نام بازآرایی آخماتوویچ(به انگلیسی: Achmatowicz rearrangement) نیز شناخته می‌شود، واکنشی در شیمی آلی است که طی آن یک فوران به یک دی‌هیدروپیران تبدیل می‌شود. این واکنش نخستین بار توسط شیمیدان لهستانی عثمان آخماتوویچ در سال ۱۹۷۱ کشف شد. آخماتوویچ مشاهده کرد که فورفوریل الکل در در حضور متانول با برم واکنش داده و تولید ۲٬۵-دی متوکسی-۲٬۵-دی‌هیدروفوران می‌کند و سپس این ماده درحضور محلول رقیق سولفوریک اسید بازآرایی کرده و تولید دی‌هیدروپیران می‌کند.